# Asclepias exilis
Asclepias exilis är en oleanderväxtart som beskrevs av Marcus Eugene Jones. Asclepias exilis ingår i släktet sidenörter, och familjen oleanderväxter. Inga underarter finns listade i Catalogue of Life.